# Carburo di afnio

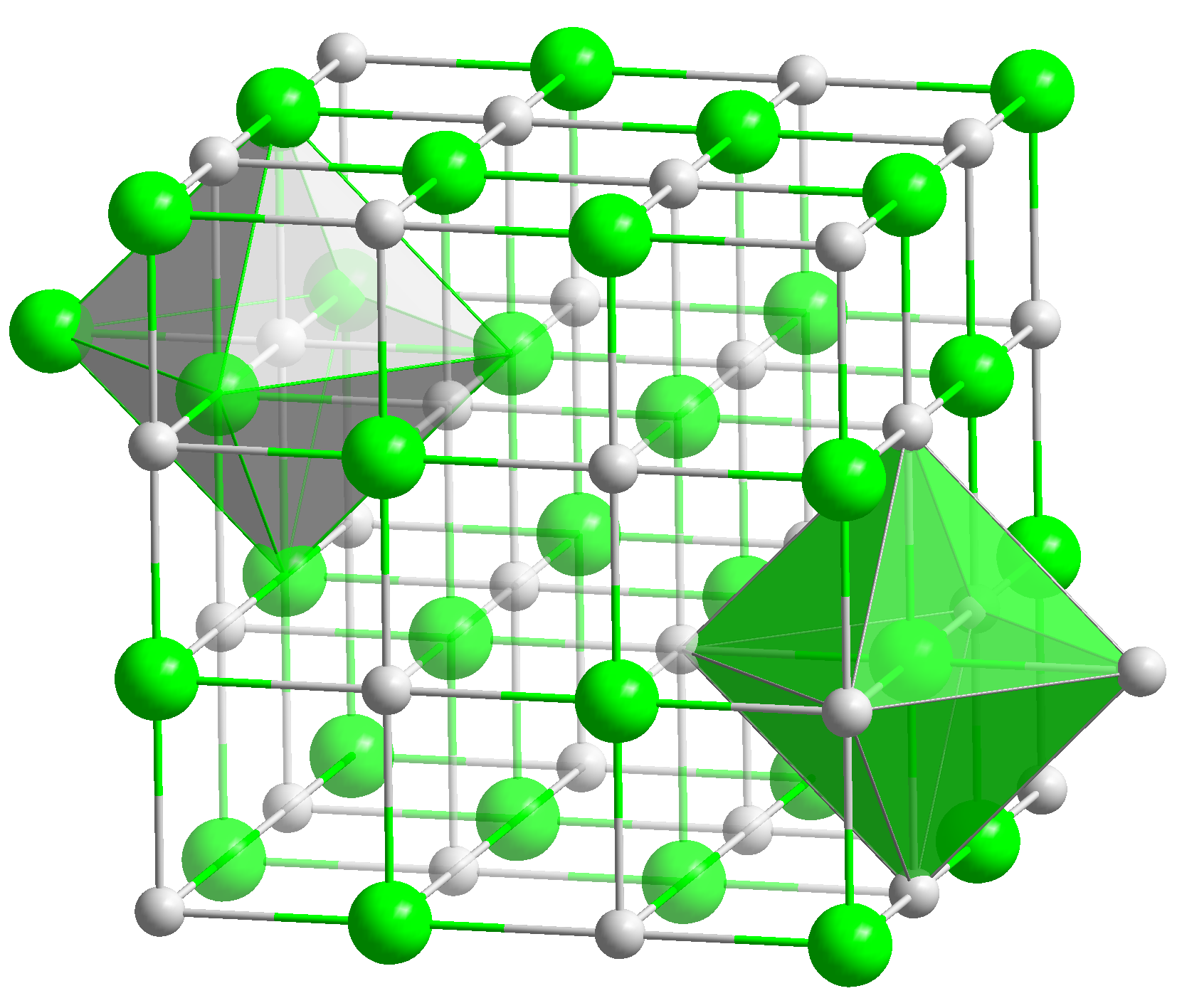
Struttura cristallina del carburo di afnio.
(Hf^{4+} C^{4-})

Il carburo di afnio è un materiale inorganico composto da afnio e carbonio appartenente alle ceramiche ultra refrattarie e caratterizzato da un'altissima resistenza termica e meccanica.

## Sintesi
Il carburo di afnio può essere ottenuto utilizzando diversi processi che sono peraltro gli stessi utilizzati per ottenere il carburo di titanio. Esso si può quindi creare mediante riduzione carbotermica del biossido di afnio condotta a temperature comprese tra i 1 800 e i 2000 °C:
{\displaystyle \mathrm {HfO_{2}+3\ C\longrightarrow HfC+2\ CO} }
od ottenere dagli elementi con una sinterizzazione condotta a più di 2000 °C e, data l'elevata sensibilità dell'afnio all'azoto, sotto un battente di argon ultrapuro.
{\displaystyle \mathrm {Hf+C\longrightarrow HfC} }
Un'altra preparazione prevede invece l'utilizzo di cloruro di afnio(IV):
{\displaystyle \mathrm {HfCl_{4}+\ CH_{4}\longrightarrow \ HfC+4\ HCl} }
In questo caso il carburo di afnio è ottenuto come deposito attraverso una tecnica di deposizione chimica da vapore condotta con una miscela di metano, idrogeno e cloruro di afnio(IV) vaporizzato.

## Proprietà
Il carburo di afnio è una soluzione solida di intercalazione in cui gli atomi di carbonio occupano gli spazi ottaedrici presenti all'interno del reticolo cristallino dell'afnio. Solitamente carente in carbonio, esso ha di conseguenza una composizione solitamente espressa come HfCx, con x compreso tra 0,5 e 1,0, con una struttura cubica a facce centrate che mantiene per ogni valore di x.
A temperatura ambiente esso risulta stabile e insolubile in acqua, ma solubile in acido fluoridrico, acido solforico concentrato caldo, acido nitrico o soluzione alcalina calda.
Con un punto di fusione confermato sperimentalmente nel 2018 di 3982±30 °C e con una piccola possibilità che esso superi effettivamente i 4000 °C, il carburo di afnio era, a tale data, il materiale più altofondente conosciuto, avendo purtuttavia una bassa resistenza all'ossidazione, che avviene a temperature inferiori ai 500 °C.
Tale valore è stato poi superato da un composto molto simile, il carbonitruro di afnio, il cui punto di fusione, stimato da simulazioni nel 2015 e confermato speriamentalmente nel 2020, supera i 4000 °C, aggirandosi attorno ai 4100 °C.
A seconda del tenore di carbonio, le proprietà del composto cambiano anche significativamente, con il carburo di afnio che risulta paramagnetico per x ≤ 0,8 e diamagnetico per valori di x più alti, ossia un comportamento opposto a quello osservato nel carburo di tantalio, TaCx, nonostante i due materiali condividano la struttura cristallina.
Con un valore di durezza Vickers pari a circa 2 660, ossia circa 26,1 GPa, che lo pone a un valore superiore a 9 sulla scala di Mohs, il carburo di afnio è in linea con gli altri carburi suoi simili, come il già citato carburo di tantalio o il carburo di tungsteno.

## Utilizzi
L'elevata complessità tecnica e quindi i costi della sua preparazione, limitano fortemente gli utilizzi del carburo di afnio. Esso trova comunque utilizzo nella produzione di rivestimenti e riporti metallici, orientati soprattutto a prevenire la formazione di whisker, e di barre di moderazione per reattori nucleari.